# Disclosure
Disclosure (en Hispanoamérica: Acoso sexual, en España: Acoso) es una película estadounidense de suspense de 1994 dirigida por Barry Levinson y protagonizada por Michael Douglas, Demi Moore y Donald Sutherland. Se estrenó en diciembre de 1994 en Estados Unidos y en enero de 1995 en Hispanoamérica y España. El guion se basa en la novela homónima de Michael Crichton, quien también es productor de la cinta.

## Argumento
La película es una combinación de misterio y suspenso acerca de políticas de empresa e intriga en la industria informática. El tema principal de la historia alrededor del cual giran tanto la película como el libro, y del cual toman sus títulos, es el acoso sexual: hay un ejecutivo de una compañía informática en Seattle llamada DigiCom. Se llama Tom Sanders. Es denunciado por acoso sexual por una ejecutiva rival superior llamada Meredith Johnson, una acosadora sexual que entra en la empresa de la mano del presidente de la compañía Bob Garvin para convertirse en la nueva jefa de Sanders. Esta demanda es luego contrarrestada por Sanders alegando que había sido Johnson quien lo había acosado a él, cosa que también es cierto y que Johnson quiere vengarse con esta falsa denuncia por haberse resistido al respecto.
Sin embargo, Tom descubre con el tiempo que la denuncia por acoso hecha contra él no era más que una distracción para evitar que él descubriera una incompetencia perpetrada por Meredith en una fábrica de producción de ordenadores de la empresa en Malasia, quien luego sería protegida por Bob para evitar el fracaso de un suculento negocio con otra empresa que Johnson organizó. 
Finalmente, Tom consigue salir airoso de la situación con la ayuda de tres mujeres: su abogada, Catherine Alvarez; su mujer, Susan, también abogada, aunque inicialmente no le cree; y Stephanie Kaplan, directora financiera de la compañía, la cual también aprovechará la situación para promocionar en la empresa, obteniendo por Bob al final el puesto inicialmente otorgado a Meredith que es despedida por Bob al darse él finalmente cuenta lo peligrosa que es. También se insinúa, que Tom Sanders recibirá el puesto de Kaplan una vez que ella lo deje.

## Reparto
- Michael Douglas - Tom Sanders
- Demi Moore - Meredith Johnson
- Donald Sutherland - Bob Garvin
- Caroline Goodall - Susan Hendler
- Roma Maffia - Catherine Alvarez
- Dylan Baker - Philip Blackburn
- Rosemary Forsyth - Stephanie Kaplan
- Dennis Miller - Mark Lewyn
- Suzie Plakson - Mary Anne Hunter
- Nicholas Sadler - Don Cherry
- Jacqueline Kim - Cindy Chang
- Joe Urla - John Conley Jr.
- Michael Chieffo - Stephen Chase

## Producción
Michael Crichton. ya antes de haber publicado la novela, vendió por un millón de dólares los derechos para hacer la película. Al principio se pensó en Milos Forman como director, pero fue reemplazafo por Barry Levinson, cuando mostró diferencias creativas con Crichton.
Al principio Annette Bening iba a interpretar el papel principal pero quedó embarazada antes del rodaje. También Madeleine Stowe, Jennifer Lopez, Geena Davis y Michelle Pfeiffer fueron consideradas hasta que Barry Levinson finalmente eligió a Demi Moore. Al mismo tiempo, Dennis Miller fue la primera opción para el papel del protagonista Sanders. Lo recibió al final Michael Douglas.

## Recepción
La obra cinematográfica recibió críticas negativas, pero aun así fue un gran éxito de taquilla hasta el punto de haber recaudado 214 millones de dólares poniéndose así en posición once en la lista de las películas más taquilleras de 1994. Fue un éxito de taquilla, entre otras cosas, porque invirtió los papeles sobre el acoso sexual poniendo a una mujer como una acosadora y un hombre como un acosado. Gracias a ello esta película también reavivó la polémica sobre el acoso sexual en el trabajo hasta el punto de que hubo debates televisivos al respecto.
Hoy en día esta película continuá siendo muy popular tanto en el videoclub como en la televisión.

## Premios y nominaciones
- ALFS Award de 1996.
  - Paul Attanasio, al mejor guionista del año.
- Nominaciones MTV Movie Awards de 1995.
  - Demi Moore, por mejor villano.
  - Demi Moore, por personaje femenino más deseado.